# Ramelton
Ramelton (Ráth Mealtain) is een plaats in het  graafschap Donegal in Ierland met ca 1200 inwoners in 2011.

## Geboren
- William C. Campbell (1930), Amerikaans bioloog, parasitoloog en Nobelprijswinnaar (2015)